# Temporada 2010 de European F3 Open
La temporada 2010 de European F3 Open es la 2ª después del cambio de denominación y la décima en total. El ganador de la temporada fue Marco Barba, sólo le pudo seguir Macleod (2º) al principio de la temporada y luego Barba dominó hasta ganar. En la clase copa hubo una batalla entre Noel Jammal y Aarón Filgueira, el primero se la llevó gracias a que Filgueira no puntuó en las últimas 3 carreras. El campeonato de escuderías, se lo lleva Cedars Motorsport, primera escudería no española que gana el campeonato.

## Equipos y pilotos
- Todos los coches, llevan motores Toyota 3S-GE-SXE10, el motor no debe excedir los 2.000 cm³.

| Escudería             | N.º | Piloto                | Chasis       | Clase | Rondas   |
| --------------------- | --- | --------------------- | ------------ | ----- | -------- |
| Drivex                | 3   | José Luis Abadín      | Dallara F308 | A     | 1–3, 5–6 |
| Drivex                | 3   | Pedro Quesada         | Dallara F308 | A     | 7–8      |
| Drivex                | 22  | Aarón Filgueira       | Dallara F306 | C     | Todas    |
| RP Motorsport         | 4   | Biagio Bulnes         | Dallara F308 | A     | Todas    |
| RP Motorsport         | 5   | Kevin Ceccon          | Dallara F308 | A     | Todas    |
| RP Motorsport         | 6   | David Fumanelli       | Dallara F308 | A     | Todas    |
| RP Motorsport         | 18  | Matteo Beretta        | Dallara F308 | A     | 6–8      |
| RP Motorsport         | 23  | Matteo Beretta        | Dallara F306 | C     | 5        |
| RP Motorsport         | 23  | Pedro Quesada         | Dallara F306 | C     | 1–4      |
| De Villota Motorsport | 7   | Juan Carlos Sistos    | Dallara F308 | A     | Todas    |
| De Villota Motorsport | 8   | Fernando Monje        | Dallara F308 | A     | Todas    |
| De Villota Motorsport | 9   | Carlos Sainz Jr.      | Dallara F308 | A     | 7–8      |
| MP Racing             | 10  | Emmanuel Piget        | Dallara F308 | A     | 1–2, 4   |
| Porteiro Motorsport   | 11  | Carlos Muñoz          | Dallara F308 | A     | 3        |
| Cedars Motorsport     | 14  | Marco Barba           | Dallara F308 | A     | Todas    |
| Cedars Motorsport     | 33  | Noel Jammal           | Dallara F306 | C     | Todas    |
| Top F3 Team           | 15  | Romain Vozniak        | Dallara F308 | A     | 1        |
| Top F3 Team           | 34  | Nil Montserrat        | Dallara F306 | C     | 1–2      |
| Top F3 Team           | 34  | Vincent Beltoise      | Dallara F306 | C     | 4        |
| Q8 Oils Hache Team    | 17  | Toño Fernández        | Dallara F308 | A     | Todas    |
| Q8 Oils Hache Team    | 28  | José Manuel Fernández | Dallara F306 | C     | 1        |
| Q8 Oils Hache Team    | 28  | Pierre Combot         | Dallara F306 | C     | 2        |
| Q8 Oils Hache Team    | 28  | Nil Montserrat        | Dallara F306 | C     | 3–8      |
| Q8 Oils Hache Team    | 29  | Luis Villalba         | Dallara F306 | C     | Todas    |
| Motul Team West-Tec   | 55  | Callum MacLeod        | Dallara F308 | A     | 1–7      |
| Motul Team West-Tec   | 66  | Ramón Piñeiro         | Dallara F306 | C     | 2        |
| Motul Team West-Tec   | 66  | Kristján Einar        | Dallara F306 | C     | 3        |
| Motul Team West-Tec   | 81  | Michael Ho            | Dallara F306 | C     | 5–8      |
| Motul Team West-Tec   | 88  | Victor Corrêa         | Dallara F306 | C     | 3–8      |
| Escudería             | N.º | Piloto                | Chasis       | Clase | Rondas   |

| Icono | Clase               |
| ----- | ------------------- |
| A     | Clase A (principal) |
| C     | Copa F306           |

## Calendario
| Ronda | Ronda | Circuito                      | País        | Fecha            |
| ----- | ----- | ----------------------------- | ----------- | ---------------- |
| 1     | R1    | Circuito Ricardo Tormo        | España      | 17 de abril      |
| 1     | R2    | Circuito Ricardo Tormo        | España      | 18 de abril      |
| 2     | R1    | Circuito del Jarama           | España      | 5 de junio       |
| 2     | R2    | Circuito del Jarama           | España      | 6 de junio       |
| 3     | R1    | Circuit de Spa-Francorchamps  | Bélgica     | 26 de junio      |
| 3     | R2    | Circuit de Spa-Francorchamps  | Bélgica     | 27 de junio      |
| 4     | R1    | Circuit de Nevers Magny-Cours | Francia     | 10 de julio      |
| 4     | R2    | Circuit de Nevers Magny-Cours | Francia     | 11 de julio      |
| 5     | R1    | Brands Hatch                  | Reino Unido | 18 de septiembre |
| 5     | R2    | Brands Hatch                  | Reino Unido | 19 de septiembre |
| 6     | R1    | Autodromo Nazionale Monza     | Italia      | 2 de octubre     |
| 6     | R2    | Autodromo Nazionale Monza     | Italia      | 3 de octubre     |
| 7     | R1    | Circuito de Jerez             | España      | 16 de octubre    |
| 7     | R2    | Circuito de Jerez             | España      | 17 de octubre    |
| 8     | R1    | Circuit de Catalunya          | España      | 30 de octubre    |
| 8     | R2    | Circuit de Catalunya          | España      | 31 de octubre    |

## Resultados

### Pretemporada
| Fecha      | Circuito            | Sesión | Tiempo   | Piloto       | Escudería         |
| ---------- | ------------------- | ------ | -------- | ------------ | ----------------- |
| 15 de mayo | Circuito del Jarama | Mañana | 1:31.108 | Kevin Ceccon | RP Motorsport     |
| 15 de mayo | Circuito del Jarama | Tarde  | 1:29.409 | Marco Barba  | Cedars Motorsport |

### Clase A
- Sistema de puntuación:

|           | 1  | 2  | 3  | 4 | 5 | 6 | 7 | 8 | 9 | PP | VR |
| --------- | -- | -- | -- | - | - | - | - | - | - | -- | -- |
| Carrera 1 | 14 | 12 | 10 | 8 | 6 | 5 | 3 | 2 | 1 | 1  | 1  |
| Carrera 2 | 12 | 10 | 8  | 6 | 5 | 4 | 3 | 2 | 1 | 0  | 1  |

| Pos                                     | Piloto                | CHE 1 | CHE 2 | JAR 1 | JAR 2 | SPA 1 | SPA 2 | MAG 1 | MAG 2 | BRA 1 | BRA 2 | MON 1 | MON 2 | JER 1 | JER 2 | CAT 1 | CAT 2 | Pts |
| --------------------------------------- | --------------------- | ----- | ----- | ----- | ----- | ----- | ----- | ----- | ----- | ----- | ----- | ----- | ----- | ----- | ----- | ----- | ----- | --- |
| 1                                       | Marco Barba           | 1     | 2     | 1     | 3     | 1     | 4     | DSQ   | 1     | 1     | 4     | 1     | 2     | 3     | 2     | Ret   | 9     | 154 |
| 2                                       | Callum MacLeod        | 2     | 1     | 6     | 1     | 2     | 2     | 5     | Ret   | 2     | 3     | 7     | Ret   | 6     | 1     |       |       | 112 |
| 3                                       | David Fumanelli       | 4     | 6     | 7     | 5     | 7     | Ret   | 1     | 8     | 3     | 6     | 2     | Ret   | 1     | 4     | 4     | 1     | 112 |
| 4                                       | Kevin Ceccon          | 3     | 8     | 2     | 4     | 12    | 7     | 6     | Ret   | 7     | 5     | 3     | 13    | 2     | 14    | 1     | 2     | 92  |
| 5                                       | Toño Fernández        | 5     | 5     | Ret   | Ret   | 6     | 3     | 2     | 7     | 6     | 1     | 4     | DSQ   | 7     | Ret   | 2     | DSQ   | 83  |
| 6                                       | Fernando Monje        | Ret   | 9     | 8     | 12    | Ret   | 8     | 7     | 3     | 4     | 2     | 9     | 9     | 12    | 10    | 6     | 8     | 46  |
| 7                                       | José Luis Abadín      | 8     | 4     | 3     | 2     | 5     | 5     |       |       | 8     | Ret   | Ret   | 8     |       |       |       |       | 43  |
| 8                                       | Aarón Filgueira       | 12    | Ret   | 9     | 6     | 3     | 1     | Ret   | 10    | 10    | 8     | 8     | 12    | 4     | DNS   | Ret   | Ret   | 40  |
| 9                                       | Juan Carlos Sistos    | 6     | 7     | Ret   | 8     | 9     | Ret   | 13    | 4     | 5     | Ret   | Ret   | 11    | Ret   | 11    | 7     | 3     | 37  |
| 10                                      | Emmanuel Piget        | 7     | 3     | 5     | Ret   |       |       | 3     | 5     |       |       |       |       |       |       |       |       | 32  |
| 11                                      | Biagio Bulnes         | DSQ   | 11    | Ret   | Ret   | 10    | Ret   | 4     | 2     | Ret   | Ret   | 6     | 10    | 9     | Ret   | 14    | 4     | 31  |
| 12                                      | Victor Corrêa         |       |       |       |       | 8     | 6     | 11    | Ret   | Ret   | Ret   | 5     | 1     | 10    | 7     | 11    | 11    | 28  |
| 13                                      | Noel Jammal           | 9     | Ret   | 4     | 11    | 14    | Ret   | 8     | 11    | 9     | 7     | 10    | 6     | 14    | 6     | 10    | Ret   | 24  |
| 14                                      | Luis Villalba         | Ret   | 12    | 10    | 7     | 11    | Ret   | 9     | 12    | 12    | Ret   | 14    | 7     | 8     | 5     | 12    | 6     | 19  |
| 15                                      | Pedro Quesada         | 13    | 14    | 12    | 14    | 15    | 9     | Ret   | 9     |       |       |       |       | 11    | 3     | 8     | 5     | 18  |
| 16                                      | Nil Montserrat        | 11    | 13    | Ret   | 9     | 13    | 11    | 10    | Ret   | Ret   | 11    | 12    | 3     | 13    | 8     | 9     | 7     | 16  |
| 17                                      | Matteo Beretta        |       |       |       |       |       |       |       |       | 11    | 9     | 11    | 4     | 15    | 9     | 5     | 12    | 16  |
| 18                                      | Carlos Muñoz          |       |       |       |       | 4     | Ret   |       |       |       |       |       |       |       |       |       |       | 8   |
| 19                                      | Michael Ho            |       |       |       |       |       |       |       |       | 13    | 10    | 13    | 5     | 16    | 13    | 13    | 10    | 5   |
| 20                                      | Vincent Beltoise      |       |       |       |       |       |       | 12    | 6     |       |       |       |       |       |       |       |       | 4   |
| 21                                      | Romain Vozniak        | 10    | 10    |       |       |       |       |       |       |       |       |       |       |       |       |       |       | 0   |
| 22                                      | Ramón Piñeiro         |       |       | 11    | 10    |       |       |       |       |       |       |       |       |       |       |       |       | 0   |
| 23                                      | Kristján Einar        |       |       |       |       | 16    | 10    |       |       |       |       |       |       |       |       |       |       | 0   |
| 24                                      | Pierre Combot         |       |       | Ret   | 13    |       |       |       |       |       |       |       |       |       |       |       |       | 0   |
| 25                                      | José Manuel Fernández | Ret   | 15    |       |       |       |       |       |       |       |       |       |       |       |       |       |       | 0   |
| pilotos invitados no aptos para puntuar |                       |       |       |       |       |       |       |       |       |       |       |       |       |       |       |       |       |     |
|                                         | Carlos Sainz Jr.      |       |       |       |       |       |       |       |       |       |       |       |       | 5     | 12    | 3     | 13    | 0   |
| Pos                                     | Piloto                | CHE 1 | CHE 2 | JAR 1 | JAR 2 | SPA 1 | SPA 2 | MAG 1 | MAG 2 | BRA 1 | BRA 2 | MON 1 | MON 2 | JER 1 | JER 2 | CAT 1 | CAT 2 | Pts |

| Color     | Resultado                                                               |
| --------- | ----------------------------------------------------------------------- |
| Oro       | Ganador                                                                 |
| Plata     | 2.ª plaza                                                               |
| Bronce    | 3.ª plaza                                                               |
| Verde     | Finalizó en los puntos                                                  |
| Azul      | Finalizó sin puntos                                                     |
| Azul      | NC - No clasificado                                                     |
| Violeta   | Ret - No terminó (Carrera)                                              |
| Rojo      | DNQ - No se clasificó                                                   |
| Negro     | DSQ - Descalificado                                                     |
| Blanco    | DNS - No empezó (carrera)                                               |
| Blanco    | WD - Retirado (fin de semana)                                           |
| Blanco    | C - Carrera cancelada                                                   |
| Sin color | DNP - Inscrito pero no participó                                        |
| Sin color | INJ - Lesionado                                                         |
| Sin color | EX - Excluido                                                           |
| Estado    | Resultado                                                               |
| Negrita   | Pole position                                                           |
| Cursiva   | Vuelta rápida                                                           |
| †         | Abandona, pero clasifica al completar el porcentaje requerido para ello |

### Copa F306/300
- Sistema de puntuación:

| Pos    | 1  | 2 | 3 | 4 | 5 |
| ------ | -- | - | - | - | - |
| Puntos | 10 | 8 | 6 | 4 | 3 |

| Pos | Piloto                | CHE 1 | CHE 2 | JAR 1 | JAR 2 | SPA 1 | SPA 2 | MAG 1 | MAG 2 | BRA 1 | BRA 2 | MON 1 | MON 2 | JER 1 | JER 2 | CAT 1 | CAT 2 | Pts |
| --- | --------------------- | ----- | ----- | ----- | ----- | ----- | ----- | ----- | ----- | ----- | ----- | ----- | ----- | ----- | ----- | ----- | ----- | --- |
| 1   | Noel Jammal           | 1     | Ret   | 1     | 5     | 5     | Ret   | 1     | 4     | 1     | 1     | 3     | 4     | 5     | 2     | 2     | Ret   | 89  |
| 2   | Aarón Filgueira       | 3     | Ret   | 2     | 1     | 1     | 1     | Ret   | 3     | 2     | 2     | 2     | 6     | 1     | DNS   | Ret   | Ret   | 84  |
| 3   | Luis Villalba         | Ret   | 1     | 3     | 2     | 3     | Ret   | 2     | 5     | 4     | Ret   | 6     | 5     | 2     | 1     | 4     | 1     | 80  |
| 4   | Nil Montserrat        | 2     | 2     | Ret   | 3     | 4     | 5     | 3     | Ret   | Ret   | 5     | 4     | 2     | 4     | 4     | 1     | 2     | 76  |
| 5   | Victor Corrêa         |       |       |       |       | 2     | 2     | 4     | Ret   | Ret   | Ret   | 1     | 1     | 3     | 3     | 3     | 4     | 62  |
| 6   | Michael Ho            |       |       |       |       |       |       |       |       | 5     | 4     | 5     | 3     | 6     | 5     | 5     | 3     | 28  |
| 7   | Pedro Quesada         | 4     | 3     | 5     | Ret   | 6     | 3     | Ret   | 2     |       |       |       |       |       |       |       |       | 27  |
| 8   | Vincent Beltoise      |       |       |       |       |       |       | 5     | 1     |       |       |       |       |       |       |       |       | 13  |
| 9   | Matteo Beretta        |       |       |       |       |       |       |       |       | 3     | 3     |       |       |       |       |       |       | 12  |
| 10  | Ramón Piñeiro         |       |       | 4     | 4     |       |       |       |       |       |       |       |       |       |       |       |       | 8   |
| 11  | Kristján Einar        |       |       |       |       | 7     | 4     |       |       |       |       |       |       |       |       |       |       | 4   |
| 12  | José Manuel Fernández | Ret   | 4     |       |       |       |       |       |       |       |       |       |       |       |       |       |       | 4   |
| 13  | Pierre Combot         |       |       | Ret   | 6     |       |       |       |       |       |       |       |       |       |       |       |       | 0   |
| Pos | Piloto                | CHE 1 | CHE 2 | JAR 1 | JAR 2 | SPA 1 | SPA 2 | MAG 1 | MAG 2 | BRA 1 | BRA 2 | MON 1 | MON 2 | JER 1 | JER 2 | CAT 1 | CAT 2 | Pts |

### Escuderías
- Sistema de puntuación:

| Pos    | 1  | 2 | 3 | 4 | 5 |
| ------ | -- | - | - | - | - |
| Puntos | 10 | 8 | 6 | 4 | 3 |

| Pos | Escudería             | Car N.º | CHE 1 | CHE 2 | JAR 1 | JAR 2 | SPA 1 | SPA 2 | MAG 1 | MAG 2 | BRA 1 | BRA 2 | MON 1 | MON 2 | JER 1 | JER 2 | CAT 1 | CAT 2 | Pts |
| --- | --------------------- | ------- | ----- | ----- | ----- | ----- | ----- | ----- | ----- | ----- | ----- | ----- | ----- | ----- | ----- | ----- | ----- | ----- | --- |
| 1   | Cedars Motorsport     | 14      | 1     | 2     | 1     | 3     | 1     | 4     | DSQ   | 1     | 1     | 4     | 1     | 2     | 3     | 2     | Ret   | 9     | 116 |
| 1   | Cedars Motorsport     | 33      | 9     | Ret   | 4     | 11    | 14    | Ret   | 8     | 11    | 9     | 7     | 10    | 6     | 14    | 6     | 10    | Ret   | 116 |
| 2   | Motul Team West-Tec   | 55      | 2     | 1     | 6     | 1     | 2     | 2     | 5     | Ret   | 2     | 3     | 7     | Ret   | 6     | 1     |       |       | 92  |
| 2   | Motul Team West-Tec   | 66      |       |       | 11    | 10    | 16    | 10    |       |       |       |       |       |       |       |       |       |       | 92  |
| 2   | Motul Team West-Tec   | 81      |       |       |       |       |       |       |       |       | 13    | 10    | 13    | 5     | 16    | 13    | 13    | 10    | 92  |
| 2   | Motul Team West-Tec   | 88      |       |       |       |       | 8     | 6     | 11    | Ret   | Ret   | Ret   | 5     | 1     | 10    | 7     | 11    | 11    | 92  |
| 3   | RP Motorsport         | 4       | DSQ   | 11    | Ret   | Ret   | 10    | Ret   | 4     | 2     | Ret   | Ret   | 6     | 10    | 9     | Ret   | 14    | 4     | 91  |
| 3   | RP Motorsport         | 5       | 3     | 8     | 2     | 4     | 12    | 7     | 6     | Ret   | 7     | 5     | 3     | 13    | 2     | 14    | 1     | 2     | 91  |
| 3   | RP Motorsport         | 6       | 4     | 6     | 7     | 5     | 7     | Ret   | 1     | 8     | 3     | 6     | 2     | Ret   | 1     | 4     | 4     | 1     | 91  |
| 3   | RP Motorsport         | 18      |       |       |       |       |       |       |       |       |       |       | 11    | 4     | 15    | 9     | 5     | 12    | 91  |
| 3   | RP Motorsport         | 23      | 13    | 14    | 12    | 14    | 15    | 9     | Ret   | 9     | 11    | 9     |       |       |       |       |       |       | 91  |
| 4   | Drivex                | 3       | 8     | 4     | 3     | 2     | 5     | 5     |       |       | 8     | Ret   | Ret   | 8     | 11    | 3     | 8     | 5     | 65  |
| 4   | Drivex                | 22      | 12    | Ret   | 9     | 6     | 3     | 1     | Ret   | 10    | 10    | 8     | 8     | 12    | 4     | DNS   | Ret   | Ret   | 65  |
| 5   | Q8 Oils Hache Team    | 17      | 5     | 5     | Ret   | Ret   | 6     | 3     | 2     | 7     | 6     | 1     | 4     | DSQ   | 7     | Ret   | 2     | DSQ   | 64  |
| 5   | Q8 Oils Hache Team    | 28      | Ret   | 15    | Ret   | 13    | 13    | 11    | 10    | Ret   | Ret   | 11    | 12    | 3     | 13    | 8     | 9     | 7     | 64  |
| 5   | Q8 Oils Hache Team    | 29      | Ret   | 12    | 10    | 7     | 11    | Ret   | 9     | 12    | 12    | Ret   | 14    | 7     | 8     | 5     | 12    | 6     | 64  |
| 6   | De Villota Motorsport | 7       | 6     | 7     | Ret   | 8     | 9     | Ret   | 13    | 4     | 5     | Ret   | Ret   | 9     | Ret   | 11    | 7     | 3     | 42  |
| 6   | De Villota Motorsport | 8       | Ret   | 9     | 8     | 12    | Ret   | 8     | 7     | 3     | 4     | 2     | 9     | 11    | 12    | 10    | 6     | 8     | 42  |
| 6   | De Villota Motorsport | 9       |       |       |       |       |       |       |       |       |       |       |       |       | 5     | 12    | 3     | 13    | 42  |
| 7   | MP Racing             | 10      | 7     | 3     | 5     | Ret   |       |       | 3     | 5     |       |       |       |       |       |       |       |       | 19  |
| 8   | Porteiro Motorsport   | 11      |       |       |       |       | 4     | Ret   |       |       |       |       |       |       |       |       |       |       | 4   |
| 9   | Top F3 Team           | 15      | 10    | 10    |       |       |       |       |       |       |       |       |       |       |       |       |       |       | 3   |
| 9   | Top F3 Team           | 34      | 11    | 13    | Ret   | 9     |       |       | 12    | 6     |       |       |       |       |       |       |       |       | 3   |
| Pos | Escudería             | Car N.º | CHE 1 | CHE 2 | JAR 1 | JAR 2 | SPA 1 | SPA 2 | MAG 1 | MAG 2 | BRA 1 | BRA 2 | MON 1 | MON 2 | JER 1 | JER 2 | CAT 1 | CAT 2 | Pts |

La temporada 2010 tuvo la siguiente cobertura televisiva regular:
| Canal              | Ámbito         | PPV | Emisión   | Emisión    |
| Canal              | Ámbito         | PPV | C. Sábado | C. Domingo |
| ------------------ | -------------- | --- | --------- | ---------- |
| Canal+ Deportes    | España         | Si  | Diferido  | Directo    |
| Intereconomía TV   | España         | No  | Resumen   | Directo    |
| Televisión Gallega | Galicia        | No  | Diferido  | Diferido   |
| RTPA               | Asturias       | No  | Resumen   | Diferido   |
| Nuvolari TV        | Italia         | Si  | Directo   | Directo    |
| Motors TV          | Europa         | Si  | Diferido  | Diferido   |
| Fox Sports         | América Latina | No  | Diferido  | Diferido   |